# کرم کارامل

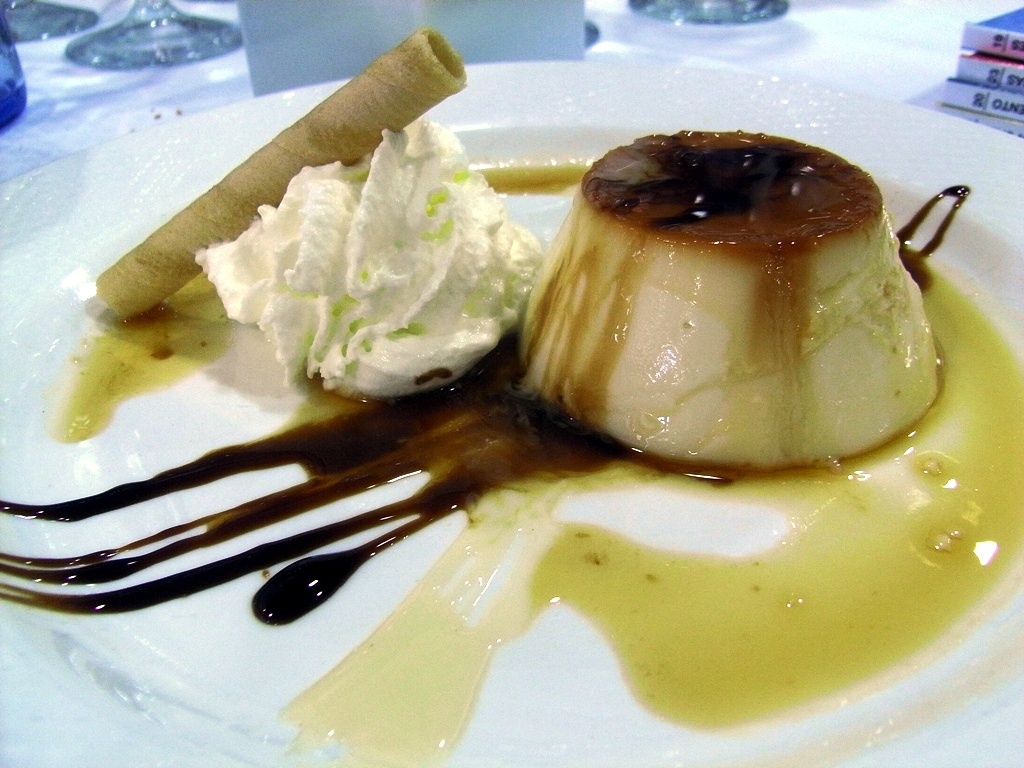
سفارش آماده‌شده از کرم کارامل در یک رستوران با سس و چاشنی

کرم کارامل (به فرانسوی: Crème caramel) نام یک دسر غربی و پر هوادار است. این دسر نخستین‌بار توسط فرانسویها ساخته شد.
کرم کارامل‌ها را به انواع مختلف می‌توان درست کرد. کرم کارامل‌های شکلاتی و زنجبیلی در حال حاضر طرفدار زیادی در کشور ایتالیا دارند.